# Macwelt
Die Macwelt ist ein seit September 2015 nur noch online erscheinendes Computermagazin, das sich in seinem Schwerpunkt um den Hard- und Softwareentwickler Apple, dessen Produkte und Services dreht. Tests von Peripheriegeräten und Software von Drittherstellern sind ebenso Thema. Macwelt veröffentlicht täglich aktuelle Nachrichten, Testberichte, Tipps und Ratgeber. Die Website ging im Oktober 1997 online, ab 1996 hatte das Magazin schon Seiten in den proprietären Diensten von AOL, Compuserve und T-Online unterhalten.
Von 1990 an (Doppelausgabe 4,5/90) bis August 2015 (Ausgabe 9/15) erschien die Macwelt als eines der auflagenstärksten Apple-Magazine in Deutschland auch als gedrucktes Heft, die Sonderausgabe 10/89 war als Nullnummer vorausgegangen. Von 2004 bis 2015 veröffentlichte die Macwelt auch diverse Sonderhefte zu Themen wie Netzwerke, Fotografie oder Sicherheit. Die Redaktion der Macwelt brachte ab dem Jahr 2006 zudem noch regelmäßig erscheinende Sonderhefte zu iPod, iPhone und iPad heraus, zeitweise als eigenständige Marken iPhonewelt und iPadwelt.
Herausgegeben wird die Website und wurde die Print-Ausgabe der Macwelt vom Verlag International Data Group (IDG) in München, zu dem unter anderem die Computerwoche und die PC-Welt gehören. Zusammen mit der PC-Welt bildete die Macwelt den Geschäftsbereich IDG Tech Media GmbH.
In den USA gab es das Pendant Macworld bereits seit 1984. Die Printausgabe der Macworld wurde 2014 eingestellt. Weitere internationale Ableger sind Macworld-Ausgaben unter anderem in Großbritannien, Schweden, Italien und der Türkei.
In Deutschland zählten MACup und Mac Life zu den direkten Konkurrenten. Mit der Einstellung der Zeitschrift wurde am 14. August 2015 bekannt, dass die 12.000 Abonnenten von der Mac Life übernommen werden.

## Heft
Das Heft der Macwelt war im Einzelhandel mit CD erhältlich, an einigen Verkaufsstellen wie Bahnhöfen gab es zusätzlich eine Ausgabe ohne CD. Neben dem Hauptheft produzierte die Redaktion weitere Hefte wie die iPhoneWelt, die alle zwei Monate erschienen, sowie weitere Sonderhefte zu verschiedenen Themen rund um den Mac. Zuletzt war das Magazin in vier Bereiche unterteilt. Neben Neuigkeiten gab es jeweils eine Rubrik für Tests, Praxisartikel und Tipps und Tricks. Der Schwerpunkt der Macwelt lag damit auf anwendungsbezogenen Anleitungen und Tipps.

## Auflagenstatistik
Im zweiten Quartal 2015 – dem der letzten Meldung – lag die durchschnittliche verbreitete Auflage nach IVW bei 22.900 Exemplaren, davon 13.102 Abonnenten. Der Spitzenwert der verbreiteten Auflage datiert aus dem zweiten Quartal 2000 mit einer verbreiteten Auflage von 65.032 Exemplaren (24.994 Abonnenten).
| Anzahl der durchschnittlich im Quartal verkauften Exemplare | Anzahl der durchschnittlich im Quartal verkauften Exemplare | Anzahl der durchschnittlich im Quartal verkauften Exemplare | Anzahl der durchschnittlich im Quartal verkauften Exemplare | Anzahl der durchschnittlich im Quartal verkauften Exemplare |
| ----------------------------------------------------------- | ----------------------------------------------------------- | ----------------------------------------------------------- | ----------------------------------------------------------- | ----------------------------------------------------------- |
| Quartal                                                     |                                                             |                                                             | Auflage a                                                   |                                                             |
| IV/1998                                                     | IV/1998                                                     |                                                             | 57.222                                                      | 57.222                                                      |
| IV/1999                                                     | IV/1999                                                     |                                                             | 58.627                                                      | 58.627                                                      |
| IV/2000                                                     | IV/2000                                                     |                                                             | 55.483                                                      | 55.483                                                      |
| IV/2001                                                     | IV/2001                                                     |                                                             | 49.527                                                      | 49.527                                                      |
| IV/2002                                                     | IV/2002                                                     |                                                             | 46.479                                                      | 46.479                                                      |
| IV/2003                                                     | IV/2003                                                     |                                                             | 42.467                                                      | 42.467                                                      |
| IV/2004                                                     | IV/2004                                                     |                                                             | 38.483                                                      | 38.483                                                      |
| IV/2005                                                     | IV/2005                                                     |                                                             | 35.203                                                      | 35.203                                                      |
| IV/2006                                                     | IV/2006                                                     |                                                             | 31.430                                                      | 31.430                                                      |
| IV/2007                                                     | IV/2007                                                     |                                                             | 37.521                                                      | 37.521                                                      |
| IV/2008                                                     | IV/2008                                                     |                                                             | 34.594                                                      | 34.594                                                      |
| IV/2009                                                     | IV/2009                                                     |                                                             | 37.155                                                      | 37.155                                                      |
| IV/2010                                                     | IV/2010                                                     |                                                             | 33.264                                                      | 33.264                                                      |
| IV/2011                                                     | IV/2011                                                     |                                                             | 36.874                                                      | 36.874                                                      |
| IV/2012                                                     | IV/2012                                                     |                                                             | 32.759                                                      | 32.759                                                      |
| Quelle: IVW                                                 |                                                             |                                                             |                                                             |                                                             |

| Anzahl der durchschnittlich im Quartal verkauften Exemplare durch Abonnements | Anzahl der durchschnittlich im Quartal verkauften Exemplare durch Abonnements | Anzahl der durchschnittlich im Quartal verkauften Exemplare durch Abonnements | Anzahl der durchschnittlich im Quartal verkauften Exemplare durch Abonnements | Anzahl der durchschnittlich im Quartal verkauften Exemplare durch Abonnements |
| ----------------------------------------------------------------------------- | ----------------------------------------------------------------------------- | ----------------------------------------------------------------------------- | ----------------------------------------------------------------------------- | ----------------------------------------------------------------------------- |
| Quartal                                                                       |                                                                               |                                                                               | Abos a                                                                        |                                                                               |
| IV/1998                                                                       | IV/1998                                                                       |                                                                               | 23.137                                                                        | 23.137                                                                        |
| IV/1999                                                                       | IV/1999                                                                       |                                                                               | 23.451                                                                        | 23.451                                                                        |
| IV/2000                                                                       | IV/2000                                                                       |                                                                               | 24.726                                                                        | 24.726                                                                        |
| IV/2001                                                                       | IV/2001                                                                       |                                                                               | 24.067                                                                        | 24.067                                                                        |
| IV/2002                                                                       | IV/2002                                                                       |                                                                               | 22.118                                                                        | 22.118                                                                        |
| IV/2003                                                                       | IV/2003                                                                       |                                                                               | 21.253                                                                        | 21.253                                                                        |
| IV/2004                                                                       | IV/2004                                                                       |                                                                               | 18.564                                                                        | 18.564                                                                        |
| IV/2005                                                                       | IV/2005                                                                       |                                                                               | 17.670                                                                        | 17.670                                                                        |
| IV/2006                                                                       | IV/2006                                                                       |                                                                               | 16.594                                                                        | 16.594                                                                        |
| IV/2007                                                                       | IV/2007                                                                       |                                                                               | 17.455                                                                        | 17.455                                                                        |
| IV/2008                                                                       | IV/2008                                                                       |                                                                               | 17.225                                                                        | 17.225                                                                        |
| IV/2009                                                                       | IV/2009                                                                       |                                                                               | 16.683                                                                        | 16.683                                                                        |
| IV/2010                                                                       | IV/2010                                                                       |                                                                               | 16.160                                                                        | 16.160                                                                        |
| IV/2011                                                                       | IV/2011                                                                       |                                                                               | 19.803                                                                        | 19.803                                                                        |
| IV/2012                                                                       | IV/2012                                                                       |                                                                               | 17.497                                                                        | 17.497                                                                        |
| Quelle: IVW                                                                   |                                                                               |                                                                               |                                                                               |                                                                               |

## Macweltim Internet
Heute erscheint die Macwelt nur noch online – und meldet als einziges Magazin seiner speziellen Nische seine Abrufzahlen der IVW. Im Januar 2021 waren das 4,425 Millionen Visits und 5,813 Millionen Pageimpressions. Hinzu kamen 2,068 Millionen Visits auf die mobile Website und 2,397 Millionen Pageimpressions dort.
Die Macwelt berichtet täglich das aktuelle Geschehen der ITK-Industrie mit dem Schwerpunkt Apple, dazu kommen Ratgeber um Themen wie das Mac-Betriebssystem macOS oder das der Mobilgeräte iPhone und iPad (iOS respektive iPadOS). Macwelt veröffentlicht regelmäßig Testberichte aktueller Apple-Produkte, seltener Tests von Zubehör, Peripherie oder Konkurrenzprodukten.
Die Seiten der Macwelt sind überwiegend frei verfügbar und durch Werbung finanziert. Ein Macwelt Plus genanntes Abonnement bietet das werktägliche Morgenmagazin sowie weitere exklusive Inhalte hinter einer Bezahlschranke. Dazu gehören ein wöchentlicher Newsletter im Volltext und an drei Freitagen im Monat erscheinende Specials: Digitale Ausgaben mit Themenschwerpunkten wie Hardwaretest, Ratgeber, Softwaretests oder Fotografie. Diese Specials sind über die Website hinter der Bezahlschranke abrufbar oder in der App Macwelt Kiosk, die der Verlag schon länger nicht mehr aktualisiert hat. Jeden Monat bekommen Abonnenten von Macwelt Plus auch eine digitale Ausgabe der in Kiel erscheinenden Mac Life in ihren Plus-Bereich respektive die App.